# Geocodificación inversa
La geocodificación inversa es el proceso de asignación a partir de unas coordenadas geográficas conocidas una dirección física o topónimo. Este proceso permite la identificación de direcciones postales, lugares o subdivisiones territoriales tales como parajes,  barrios, códigos postales, municipios, provincias o país a partir de un par de coordenadas XY. Por ello la geocodificación inversa es el proceso contrario a la geocodificación, en el que a partir de una dirección física se obtienen coordenadas.
Tanto la geocodificación como la geocodificación inversa juegan un papel muy importante en el ámbito de la geomática en general y de los Sistemas de Información Geográfica (SIG) en particular. Combinado con los servicios de enrutamiento es un componente básico de los servicios basados en localización ya que permite, por ejemplo en el sector del transporte, localizar la calle en que se ubica una flota de vehículos dotados de seguimiento GPS. Asimismo cuando realizamos una búsqueda por coordenadas en un navegador GPS el sistema lo que hace es un geocodificación inversa para determinar la calle y el número de policía más próximo a partir del par de coordenadas dado.
Inicialmente los servicios de geolocalización en línea no facilitaban la geocodificación inversa a sus usuarios debido fundamentalmente a los requerimientos de recursos informáticos que se necesitan y a la falta de actualización de los datos geográficos. Sin embargo, actualmente ya es posible acceder a estos servicios a través de API públicas, aunque con limitaciones para evitar su abuso por parte de los usuarios. Algunas de las API de libre uso que ofrecen geocodificación inversa son las de Google Maps, OpenStreetMap (a través de su servicio de nomenclátor Nominatim) o GeoNames.